# Lijst van nummer 1-albums in de Nederlandse Album Top 100 in 1981
Onderstaande albums stonden in 1981 op nummer 1 in de Nationale Hitparade LP Top 50, de voorloper van de huidige Nederlandse Album Top 100. Wekelijks verzamelde bureau Intomart gegevens voor het samenstellen van de lijst onder auspiciën van Buma/Stemra.
| Nummer | Datum        | Artiest                                       | Titel                                                 | Opmerking                                     |
| ------ | ------------ | --------------------------------------------- | ----------------------------------------------------- | --------------------------------------------- |
| -      | 3 januari    | geen Nationale Hitparade LP Top 50 verschenen | geen Nationale Hitparade LP Top 50 verschenen         | geen Nationale Hitparade LP Top 50 verschenen |
| 143    | 10 januari   | ABBA                                          | Super trouper                                         |                                               |
|        | 17 januari   | ABBA                                          | Super trouper                                         |                                               |
|        | 24 januari   | ABBA                                          | Super trouper                                         |                                               |
| 144    | 31 januari   | Diverse artiesten                             | De grote piraten plaat - 20 Piraten krakers + 1 extra | Verzamelalbum                                 |
| 145    | 7 februari   | Diverse artiesten                             | De daverende dertien carnaval + 1 extra (1981)        | Verzamelalbum                                 |
|        | 14 februari  | Diverse artiesten                             | De daverende dertien carnaval + 1 extra (1981)        | Verzamelalbum                                 |
|        | 21 februari  | Diverse artiesten                             | De daverende dertien carnaval + 1 extra (1981)        | Verzamelalbum                                 |
|        | 28 februari  | Diverse artiesten                             | De daverende dertien carnaval + 1 extra (1981)        | Verzamelalbum                                 |
|        | 7 maart      | Diverse artiesten                             | De daverende dertien carnaval + 1 extra (1981)        | Verzamelalbum                                 |
|        | 14 maart     | Diverse artiesten                             | De daverende dertien carnaval + 1 extra (1981)        | Verzamelalbum                                 |
| 146    | 21 maart     | Kinderen voor Kinderen                        | Kinderen voor Kinderen                                |                                               |
|        | 28 maart     | Kinderen voor Kinderen                        | Kinderen voor Kinderen                                |                                               |
|        | 4 april      | Kinderen voor Kinderen                        | Kinderen voor Kinderen                                |                                               |
|        | 11 april     | Kinderen voor Kinderen                        | Kinderen voor Kinderen                                |                                               |
|        | 18 april     | Kinderen voor Kinderen                        | Kinderen voor Kinderen                                |                                               |
|        | 25 april     | Kinderen voor Kinderen                        | Kinderen voor Kinderen                                |                                               |
|        | 2 mei        | Kinderen voor Kinderen                        | Kinderen voor Kinderen                                |                                               |
|        | 9 mei        | Kinderen voor Kinderen                        | Kinderen voor Kinderen                                |                                               |
|        | 16 mei       | Kinderen voor Kinderen                        | Kinderen voor Kinderen                                |                                               |
| 147    | 23 mei       | Freddy Fender                                 | The world of                                          | Compilatiealbum                               |
|        | 30 mei       | Freddy Fender                                 | The world of                                          | Compilatiealbum                               |
|        | 6 juni       | Freddy Fender                                 | The world of                                          | Compilatiealbum                               |
| 148    | 13 juni      | Champaign                                     | How 'bout us                                          |                                               |
|        | 20 juni      | Champaign                                     | How 'bout us                                          |                                               |
| 149    | 27 juni      | ABBA                                          | A van ABBA                                            | Compilatiealbum                               |
|        | 4 juli       | ABBA                                          | A van ABBA                                            | Compilatiealbum                               |
|        | 11 juli      | ABBA                                          | A van ABBA                                            | Compilatiealbum                               |
|        | 18 juli      | ABBA                                          | A van ABBA                                            | Compilatiealbum                               |
|        | 25 juli      | ABBA                                          | A van ABBA                                            | Compilatiealbum                               |
|        | 1 augustus   | ABBA                                          | A van ABBA                                            | Compilatiealbum                               |
|        | 8 augustus   | ABBA                                          | A van ABBA                                            | Compilatiealbum                               |
|        | 15 augustus  | ABBA                                          | A van ABBA                                            | Compilatiealbum                               |
| 150    | 22 augustus  | Marty Robbins                                 | Golden collection                                     | Compilatiealbum                               |
| 151    | 29 augustus  | Peter Koelewijn en zijn Rockets               | Peter live                                            |                                               |
| 150    | 5 september  | Marty Robbins                                 | Golden collection                                     | Compilatiealbum                               |
|        | 12 september | Marty Robbins                                 | Golden collection                                     | Compilatiealbum                               |
| 152    | 19 september | The Rolling Stones                            | Tattoo you                                            |                                               |
|        | 26 september | The Rolling Stones                            | Tattoo you                                            |                                               |
| 153    | 3 oktober    | André Hazes                                   | Gewoon André                                          |                                               |
| 154    | 10 oktober   | BZN                                           | Friends                                               |                                               |
| 155    | 17 oktober   | Timi Yuro                                     | All alone am I                                        |                                               |
|        | 24 oktober   | Timi Yuro                                     | All alone am I                                        |                                               |
|        | 31 oktober   | Timi Yuro                                     | All alone am I                                        |                                               |
|        | 7 november   | Timi Yuro                                     | All alone am I                                        |                                               |
| 156    | 14 november  | The Police                                    | Ghost in the machine                                  |                                               |
| 157    | 21 november  | Queen                                         | Greatest hits                                         | Compilatiealbum                               |
|        | 28 november  | Queen                                         | Greatest hits                                         | Compilatiealbum                               |
| 158    | 5 december   | Kinderen voor Kinderen                        | Kinderen voor Kinderen 2                              |                                               |
|        | 12 december  | Kinderen voor Kinderen                        | Kinderen voor Kinderen 2                              |                                               |
| 159    | 19 december  | ABBA                                          | The visitors                                          |                                               |
| 160    | 26 december  | BZN                                           | We wish you a merry Christmas                         |                                               |